# Карбери (Манитоба)
Карбери (енгл. Carberry) је малена варош у јужном делу канадске провинције Манитоба и део је географско-статистичке регије Вестман.
Варошица се налази на неких 50 км источно од града Брандона и око 150 км западно од административног центра провинције Винипега, а северно од тока реке Асинибојн. На око 120 км јужније налази се међудржавна граница према америчкој савезној држави Северна Дакота.

## Историја
Прво европско насеље у овом подручју била је трговачко утврђење Пајн Форт које су током 60их година 18. века основали независни трговци крзнима из Монтреала. Утврђење је напуштено 1811. а у подручје су се вратили разни припадници првих народа.
Варош Карбери је службено основана 1882. године пресељењем железничке станице канадске краљевске железнице из оближњег Де Винтона које је пратило досељавање великог броја Британаца из источног дела земље. Насеље је исте године добило и службени статус вароши, а име је добило по тврђави Карбери из вароши Маселбург у Шкотској.

## Демографија
Према резлтатима са пописа становништва из 2011. у варошици је живело 1.669 становника у 753 домаћинства, што је за 11,1% више у односу на 1.502 житеља колико је регистровано 
приликом пописа 2006. године.

## Привреда
Привреда варошице и целе околине данас почива на пољопривредној производњи, а Карбери је нарочито познат по великој продукцији кромпира. Значајније се још узгајају и остале врсте поврћа, житарица и индустријских биљака, а развијено је и мешовито сточарство (говеда, перад).